# Shopping MallDova

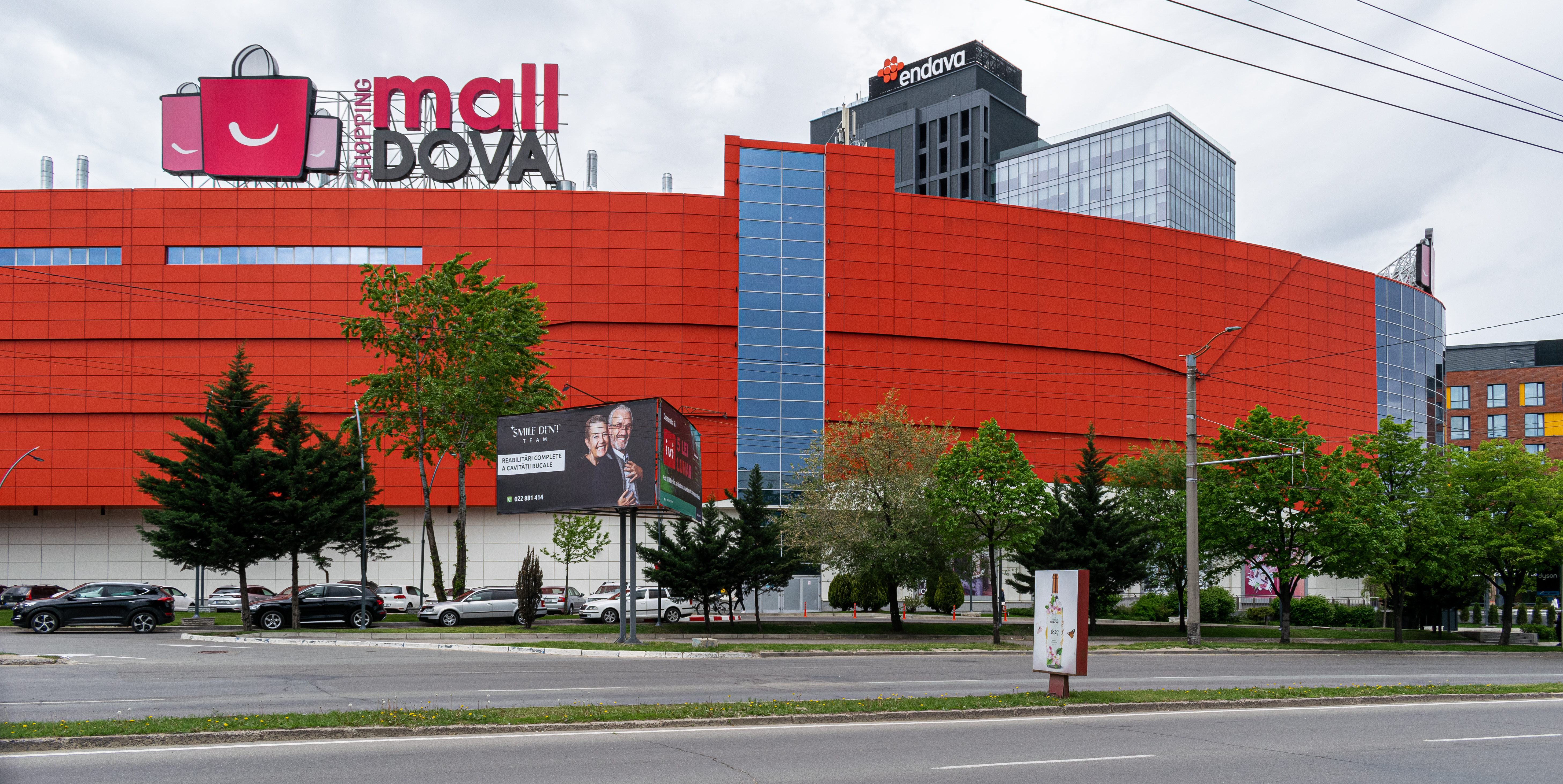
MallDova

Shopping MallDova este un centru comercial din Chișinău, Republica Moldova. Centrul este amplasat în proximitatea sectoarelor Centru și Botanica, și a fost inaugurat la 12 noiembrie 2008, după o investiție de 50 de mln. de euro. Malldova este primul centru comercial de retail și divertisment de mare format din Republica Moldova.

## Legături externe
- Pagină web